# NGC 1744
NGC 1744 este o low-surface-brightness galaxy⁠(d) situată în constelația Iepurele. A fost descoperită în 20 noiembrie 1835 de către John Herschel. Se află la o distanță de 9,77 megaparseci de Pământ.